# Dolores Checa
Dolores Checa (née le 27 décembre 1982 à Valence) est une athlète espagnole spécialiste des courses de fond. 

## Carrière
Vainqueur des Championnats Ibéro-américains de 2008, elle participe aux Jeux olympiques de 2008 où elle s'incline dès les séries du 5 000 mètres. Elle remporte les Championnats d'Europe par équipes 2009. 
En juin 2011, Dolores Checa améliore son record personnel du 5 000 mètres en réalisant 14 min 46 s 30 lors du meeting des Bislett Games. Elle remporte les Championnats d'Europe par équipes de Stockholm. 

### Palmarès
| Date | Compétition                       | Lieu      | Résultat | Épreuve | Temps          |
| ---- | --------------------------------- | --------- | -------- | ------- | -------------- |
| 2008 | Championnats Ibéro-américains     | Iquique   | 1re      | 3 000 m | 9 min 16 s 53  |
| 2009 | Championnats d'Europe par équipes | Leiria    | 1re      | 5 000 m | 15 min 28 s 87 |
| 2011 | Championnats d'Europe en salle    | Paris     | 5e       | 3 000 m | 9 min 02 s 18  |
| 2011 | Championnats d'Europe par équipes | Stockholm | 1re      | 5 000 m | 15 min 16 s 89 |

### Records
| Épreuve | Performance    | Lieu   | Date            |
| ------- | -------------- | ------ | --------------- |
| 3 000 m | 8 min 37 s 78  | Monaco | 29 juillet 2008 |
| 5 000 m | 14 min 46 s 30 | Oslo   | 9 juin 2011     |